# Hippotion pallidissima
Hippotion pallidissima är en fjärilsart som beskrevs av Emilio Berio 1948. Hippotion pallidissima ingår i släktet Hippotion och familjen svärmare. Inga underarter finns listade i Catalogue of Life.